# Live Through This
| Recensione    | Giudizio |
| ------------- | -------- |
| Allmusic      | [ 1 ]    |
| Rolling Stone | [ 6 ]    |
| NME           | [ 7 ]    |
| Spin          | [ 8 ]    |

Live Through This è il secondo album in studio del gruppo musicale alternative rock statunitense Hole, pubblicato il 12 aprile 1994 dalla Geffen Records.

## Descrizione
L'album è stato pubblicato appena 7 giorni dopo la morte del marito di Courtney Love la cantante e chitarrista del gruppo, il famoso frontman dei Nirvana, Kurt Cobain. Fu l'unico album delle Hole con al basso Kristen Pfaff, che dopo la sua morte, avvenuta nel giugno 1994, fu sostituita con Jennifer Finch delle L7 per un certo periodo. Successivamente fu scelta Melissa Auf der Maur come sostituta ufficiale fino al 1999, anno in cui lasciò il gruppo.
Musicalmente e liricamente, l'album differiva molto dal debutto della band, Pretty on the Inside del 1991, il passaggio dal punk e noise rock ad un suono più rock accessibile, concentrandosi più sulla melodia e la dinamica, utilizzando meno la distorsione e tocchi sperimentali che avevano dominato il loro album precedente. Ha raggiunto il 52º posto nella classifica Billboard 200 negli Stati Uniti e il 13º posto nella classifica Official Albums Chart nel Regno Unito del 1994. L'album fu un successo finanziario, vendendo oltre due milioni di copie in tutto il mondo, inoltre fu disco multi-platino nel giro di un anno della sua uscita. Ha inoltre generato quattro singoli, inclusi brani-firma del gruppo: Doll Parts, Miss World, Softer, Softest e Violet. Negli ultimi anni, Live Through This è stato spesso considerato un classico contemporaneo del rock alternativo, ed è stato incluso al 460º posto nella lista di Rolling Stone dei 500 migliori album. È ritenuto da pubblico e critica, quasi unanimemente, il capolavoro delle Hole, considerato da Billboard e da Rolling Stone il miglior album del 1994. Nel 2019 si è aggiudicato il 4º posto tra i "50 Migliori Album Grunge" di sempre di Rolling Stone.

## Tracce
Testi e musiche di Courtney Love e Eric Erlandson, eccetto dove indicato.
1. Violet – 3:25
2. Miss World – 3:00
3. Plump – 2:34
4. Asking for It – 3:29
5. Jennifer's Body – 3:41
6. Doll Parts – 3:33 (C. Love)
7. Credit in the Straight World – 3:11 (S. Moxham)
8. Softer, Softest – 3:28
9. She Walks on Me – 3:24
10. I Think That I Would Die – 3:36 (C. Love, E. Erlandson, K. Bjelland)
11. Gutless – 2:15
12. Rock Star – 2:42

## Formazione
Hanno partecipato alle registrazioni, secondo le note dell'album:
Gruppo
- Courtney Love – voce, chitarra
- Eric Erlandson – chitarra
- Kristen Pfaff – basso, pianoforte, cori
- Patty Schemel – batteria

Altri musicisti
- Dana Kletter – cori nelle tracce 1, 2, 4, 6, 8, 9
- Kurt Cobain – chitarra nella traccia 2 (non accreditato), cori nelle tracce 4, 8

Tecnici
- Paul Q. Kolderie – produzione, ingegneria del suono
- Sean Slade – produzione, ingegneria del suono, missaggio tracce 3, 6, 7, 9, 10, 12
- Scott Litt – missaggio tracce 1, 2, 4 ,5 ,8
- J Mascis – missaggio traccia 11
- Bob Ludwig – mastering

## Classifiche
| Classifica (1994-2022) | Posizione massima |
| ---------------------- | ----------------- |
| Australia              | 13                |
| Grecia                 | 6                 |
| Regno Unito            | 13                |
| Stati Uniti            | 52                |

## Curiosità
- Nel brano Miss World la chitarra è suonata dal cantante dei Nirvana, Kurt Cobain.
- Live Through This è considerato dalla rivista Billboard il miglior album del 1994.
- Il brano Rock Star è presente nel film Io ballo da sola di Bernardo Bertolucci che la protagonista ascolta con il walkman, ma non è inclusa nella track list della colonna sonora.
- Il disco è stato stimato dalla rivista Rolling Stone come miglior album del 1994.